# Lippe (Schiff, 1963)
Die Lippe war ein Stromaufsichtsboot des Wasserstraßen- und Schifffahrtsamts Duisburg-Rhein.

## Technische Daten
Die Lippe wurde 1963 auf der Werft Gustavsburg als Schlepper gebaut. Sie ist 23,80 m lang, 5,87 m breit und hat einen Tiefgang von 1,35 m. Angetrieben wurde das Schiff ab 1983 von zwei MWM-Dieselmotoren des Typs TD232V8, die mit jeweils 163 kW auf zwei feste Propeller wirken.

## Einsatz
Neben der Verwendung als Schlepper wurde die Lippe auch als Eisbrecher, zur Streckenkontrolle, zur Anker- und Hindernissuche sowie zum Gewässerschutz auf den Bundeswasserstraßen eingesetzt. Sie war eines der wenigen Schiffe in Deutschland, auf denen Radarprüfungen abgenommen werden konnten. Nach einem Maschinenschaden wurde die Lippe 2019 außer Dienst gestellt und am 22. Juli 2019 für 37.899,00 Euro über die Vebeg verkauft.

## Schwesterschiff

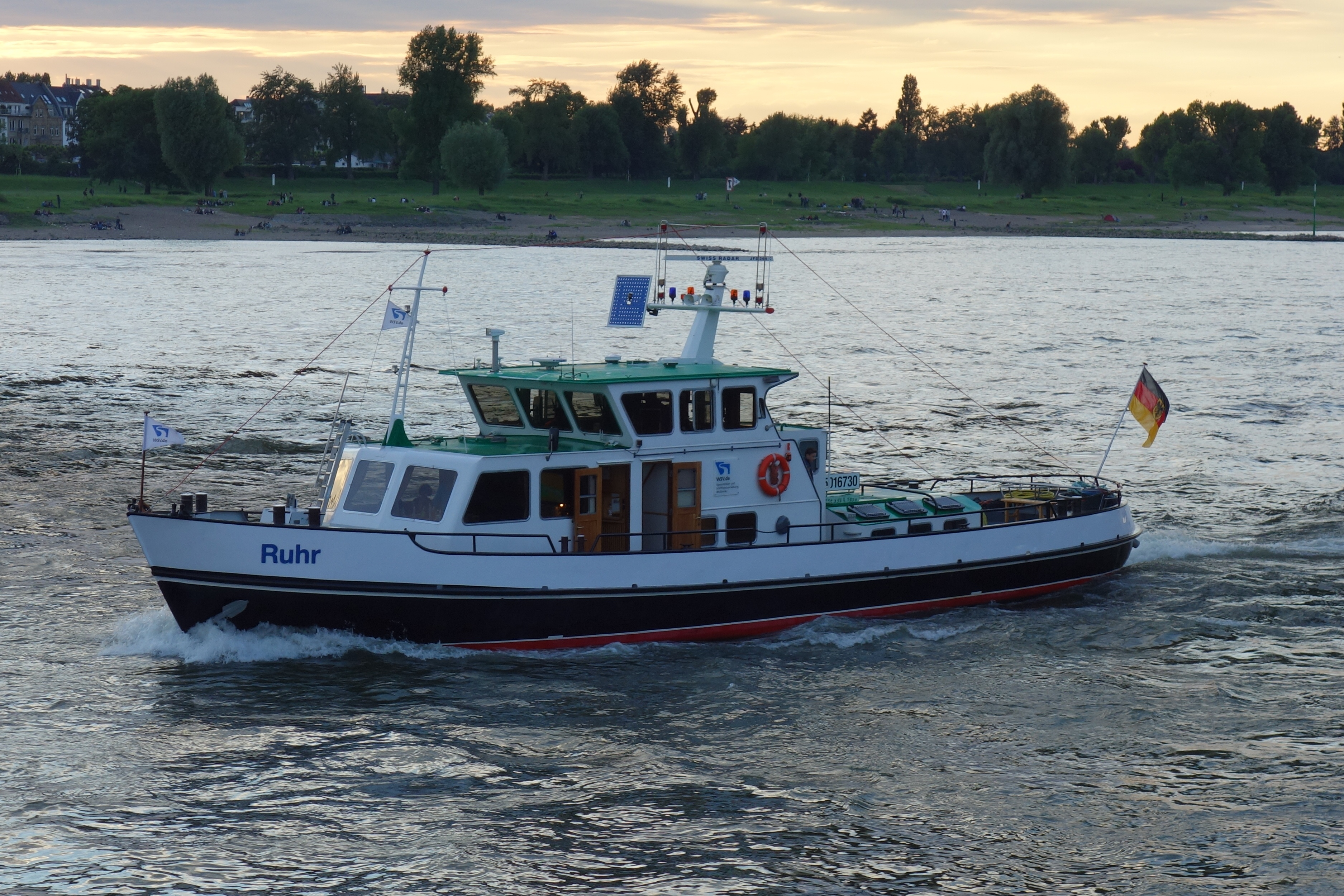
Schwesterschiff Ruhr des WSA Köln

Ein Schwesterschiff der Lippe ist die ebenfalls 1963 gebaute Ruhr des Wasserstraßen- und Schifffahrtsamts Köln.